# Zaccaria Negroni
Zaccaria Negroni (ur. 17 lutego 1899 w Marino, zm. 1 grudnia 1980) – Sługa Boży Kościoła katolickiego, włoski polityk.

## Życiorys
Uzyskał dyplom w szkole technicznej w Rzymie i rozpoczął studia na politechnice w Turynie. Po zakończeniu I wojny światowej wznowił studia na politechnice, które ukończył w dniu 23 grudnia 1923 roku. Założył oratorium św. Barnabie. Został wybrany na prezesa zarządu katolickiego w 1949 roku. W 1953 roku został wybrany na senatora Rzeczypospolitej w Kolegium Velletri. Następnie został wybrany na posła do parlamentu w 1958 roku. Zmarł 1 grudnia 1980 roku w opinii świętości. W dniu 7 października 1997 roku rozpoczął się jego proces beatyfikacyjny.